# Municipio de Rome (condado de Bradford)
El municipio de Rome (en inglés: Rome Township) es un municipio ubicado en el condado de Bradford en el estado estadounidense de Pensilvania. En el año 2000 tenía una población de 1.221 habitantes y una densidad poblacional de 15,8 personas por km².

## Geografía
El municipio de Rome se encuentra ubicado en las coordenadas 41°52′06″N 76°22′21″O / 41.86833, -76.37250.

## Demografía
Según la Oficina del Censo en 2000 los ingresos medios por hogar en la localidad eran de $35.272 y los ingresos medios por familia eran $38.026. Los hombres tenían unos ingresos medios de $28.618 frente a los $21.078 para las mujeres. La renta per cápita para la localidad era de $15.425. Alrededor del 8,7 % de la población estaba por debajo del umbral de pobreza.